# Mike Beres
Mike Beres (Brantford, 13 de mayo de 1973) es un deportista canadiense que compitió en bádminton, en las modalidades individual, dobles y dobles mixto. Ganó siete medallas en los Juegos Panamericanos entre los años 1999 y 2007.

## Palmarés internacional
| Juegos Panamericanos | Juegos Panamericanos            | Juegos Panamericanos | Juegos Panamericanos |
| Año                  | Lugar                           | Medalla              | Prueba               |
| -------------------- | ------------------------------- | -------------------- | -------------------- |
| 1999                 | Winnipeg (Canadá)               | Medalla de bronce    | Dobles               |
| 2003                 | Santo Domingo (Rep. Dominicana) | Medalla de oro       | Individual           |
| 2003                 | Santo Domingo (Rep. Dominicana) | Medalla de plata     | Dobles mixto         |
| 2003                 | Santo Domingo (Rep. Dominicana) | Medalla de bronce    | Dobles               |
| 2007                 | Río de Janeiro (Brasil)         | Medalla de oro       | Individual           |
| 2007                 | Río de Janeiro (Brasil)         | Medalla de oro       | Dobles               |
| 2007                 | Río de Janeiro (Brasil)         | Medalla de plata     | Dobles mixto         |